# 160 Lotniczy Pułk Operacji Specjalnych
160 Lotniczy Pułk Operacji Specjalnych (ang. 160th Special Operations Aviation Regiment (Airborne), w skrócie 160. SOAR (A)) – jednostka sił specjalnych Armii Stanów Zjednoczonych, specjalizująca się we wsparciu lotniczym dla lądowych oddziałów sił specjalnych. Jego misje obejmują atak, desant i rozpoznanie, są zwykle prowadzone w nocy, przy dużych prędkościach, na małych wysokościach i w krótkim czasie.
Jednostka powszechnie nazywana jest Night Stalkers, ma siedzibę w Fort Campbell w stanie Kentucky.

## Organizacja i szkolenie
160. SOAR (A) składa się z najlepiej wykwalifikowanych lotników, szefów załóg i żołnierzy armii. Wszyscy jego operatorzy są ochotnikami; żołnierze szeregowi zgłaszają się samodzielnie lub są rekomendowani przez Dowództwo Zasobów Ludzkich Armii Stanów Zjednoczonych. Do 2013 roku pilotami 160 Pułku mogli być wyłącznie mężczyźni.
Wszyscy kandydaci do 160 Pułku zostają początkowo przydzieleni do Zielonego Plutonu, w którym przechodzą intensywne szkolenie w zakresie „zaawansowanego kształcenia pięciu podstawowych umiejętności bojowych: udzielania pierwszej pomocy, nawigacji lądowej, działań bojowych, obsługi broni i pracy zespołowej”. Szkolenie strzeleckie obejmuje wystrzelenie kilku tysięcy naboi z karabinków AK-47/AK-74, pistoletów Beretta M9, karabinków M4/M4A1 i pistoletów SIG Sauer M17/M18. Żołnierze, którzy nie zaliczą kursu za pierwszym razem, mogą go powtórzyć, ale bez gwarancji, że po jego zaliczeniu będą mogli kontynuować służbę w 160 Pułku. Podstawowy kurs Night Stalkers dla żołnierzy szeregowych trwa 5 tygodni, kurs oficerski od 20 do 28 tygodni.